# 宝幢院 (東京都北区)
宝幢院（ほうどういん）は、東京都北区赤羽三丁目にある真言宗智山派の寺院。

## 概要
1461年（寛正2年）、宥鎮によって開山された。かつては浮間村西野（現・浮間4丁目）に位置し、その跡は「宝幢院屋敷跡」と呼ばれていおり、現在は付近に無動山妙智院観音寺がある。
隣の赤羽八幡神社の別当寺であった。

## 交通アクセス
- 赤羽岩淵駅より徒歩5分。

## 附近
- 赤羽八幡神社
- 星美学園小学校
- 星美学園短期大学
- 赤羽駅
- 海寶山福壽院
- 藥王山瑠璃光院大滿寺[5]
- 天王山淵富院正光寺
- 弘誓山梅王寺
- 佛護山光照寺滿藏院 – 北豊島三十三ヶ所霊場7番
- 廣照山真頂院平等寺[6]
  - 諏訪神社（真頂院が勧請）
  - 蓮華王院（真頂院塔頭）